# Posse de Woodrow Wilson em 1913
A Posse de Woodrow Wilson em 1913 ocorreu no dia 4 de março de 1913, marcando o início de seu primeiro mandato como o 28º presidente dos Estados Unidos e o de Thomas R. Marshall como vice-presidente. O Chefe de Justiça Edward Douglass White administrou o juramento presidencial. Wilson pediu o cancelamento do baile de posse porque ele o considerou inapropriado para a ocasião.
Alice Paul, uma sufragista da National American Woman Suffrage Association, organizou uma parada sufragista na Avenida Pensilvânia um dia antes da posse para "marchar em espírito de protesto contra a presente organização política da sociedade em que as mulheres são excluídas". A marcha e a atenção que ela teve foram importantes para avançar o sufrágio feminino nos Estados Unidos.